# Hyperthaema orbicularis
Hyperthaema orbicularis är en fjärilsart som beskrevs av J. Peter Maassen 1890. Hyperthaema orbicularis ingår i släktet Hyperthaema och familjen björnspinnare. Inga underarter finns listade i Catalogue of Life.